# دوريان هاربر
دوريان هاربر (بالإنجليزية: Dorian Harper)‏ (31 أغسطس 1982 ببليموث في المملكة المتحدة - ) هو لاعب كرة قدم بريطاني في مركز الدفاع. شارك مع منتخب مونتسرات لكرة القدم.

## وصلات خارجية
- دوريان هاربر على موقع قاعدة بيانات كرة القدم.إي يو (الإنجليزية)
- دوريان هاربر على موقع ناشيونال فوتبول تيمز (الإنجليزية)